# آن ريفرز سيدونس
آن ريفرز سيدونس (بالإنجليزية: Anne Rivers Siddons)‏ (9 يناير 1936، فيربورن في الولايات المتحدة - 11 سبتمبر 2019، تشارلستون في الولايات المتحدة)؛ كاتِبة وروائية أمريكية.

## روابط خارجية
- آن ريفرز سيدونس على موقع IMDb (الإنجليزية)
- آن ريفرز سيدونس على موقع قاعدة بيانات الفيلم (الإنجليزية)